# 미하일 폽코프
미하일 빅토로비치 폽코프(러시아어: Михаи́л Ви́кторович Попко́в, 1964년 3월 7일 ~ )는 러시아의 연쇄 살인자이다. 1992년부터 2010년까지 시베리아의 안가르스크, 이르쿠츠크, 블라디보스토크에서 78명의 여성을 성폭행한 후 살해했으며, 시체 훼손을 하는 범행 수법으로 인해 "늑대 인간"과 "안가르스크의 미치광이"라는 별명으로 잘 알려져 있다. 2012년에 체포된 후 2015년 종신형이 선고되었으며, 2018년에 추가살인 59건을 자백했다. 이 중 56건이 유죄 판결을 받았다.